# 275
Cette page concerne l'année 275  du calendrier julien. Pour l'année 275 av. J.-C., voir 275 av. J.-C. Pour le nombre 275, voir 275 (nombre).
L'année 275 est une année commune qui commence un vendredi.

## Événements
- 4 janvier : élection de l'évêque de Rome Eutychien ou Eutychianus (mort en 283)[1].

- Aurélien se rend sur le bas Danube. Il abandonne la Dacie aux Carpes pour pouvoir résister aux attaques des Goths qui font des alliances avec les Carpes. La province est évacuée de ses troupes et d’une partie de la population civile. L’empereur crée une nouvelle province de Dacie sur la rive droite du Danube, avec Serdica (Sofia) pour capitale[2].

- Fin août-début septembre : Aurélien s’apprête à marcher vers l’Asie pour reprendre la Mésopotamie aux Perses[2].
- Fin septembre-début octobre[3] : victime d’un complot ourdi dans son entourage, Aurélien est assassiné à Cænophrurium (en) en Thrace, entre Périnthe et Byzance. Le Sénat romain, prié par les légions de choisir un empereur, préfère s’en remettre aux militaires[2]. Début d'un interrègne de un mois et vingt-quatre jours environ[3].
- Fin novembre-début décembre (avant le 10 décembre ; l'Histoire Auguste donne le 25 septembre)[3] : Tacite, âgé de 75 ans, est nommé empereur[2]. Le Sénat romain proclame la restauration de la république. Tacite vainc les Goths en Cilicie, puis meurt soit assassiné par ses soldats après six mois de règne (276), soit de la fièvre à Tarse.

- La Gaule est pillée par les Francs et les Alamans (275-276)[4].
- Invasion par les Goths de l'Anatolie par l'est qui affecte le Pont, la Cappadoce et la Cilicie, combattue par Tacite puis par Probus (275-276)[5].

## Décès en 275
- Aurélien, empereur romain.